# 松戸市の町名
本項松戸市の町名（まつどしのちょうめい）では、千葉県松戸市の町・字名について概説する。

## 市制施行まで
松戸市域は、1889年（明治22年）の町村制施行の時点では、東葛飾郡松戸町（まつどまち）、明村（あきらむら）、八柱村、馬橋村（まばしむら）、高木村、小金町などの町村に属していた。また、東葛飾郡土村、南相馬郡風早村、埼玉県北葛飾郡八木郷村の各一部も松戸市域に含まれている。なお、明村の「明」は当時の年号である「明治」に由来するものであり、八柱村の「八柱」は旧8村の合併に因むものであって、古くからの地名ではない。
松戸町は1933年（昭和8年）に明村と合併、1938年（昭和13年）には八柱村と合併した。合併後の松戸町は、1943年（昭和18年）、馬橋村、高木村と合併するとともに市制を施行し、松戸市が成立した。前述の旧町村に属していた計45の大字（おおあざ）は、松戸市の大字として引き継がれた。これらの大字は、1889年の町村制施行以前の旧村に相当する。1943年の市制施行時の松戸市の大字を旧町村ごとに列挙すると次のとおりである。
- 旧松戸町（明村との合併以前） 松戸、小山、上矢切、中矢切、下矢切、栗山
- 旧明村 上本郷、南花島、松戸新田、岩瀬、小根本、竹ケ花、根本、古ケ崎（こがさき）、伝兵衛新田、中和倉飛地、樋野口（1905年、埼玉県北葛飾郡八木郷村から明村に編入）
- 旧八柱村 紙敷、和名ケ谷、大橋、秋山、高塚新田、河原塚、串崎新田、串崎南町、田中新田
- 旧馬橋村 馬橋、中根、新作、三ケ月（みこぜ）、幸谷（こうや）、七右衛門新田、三村新田、主水新田（もんとしんでん）、九郎左衛門新田、外河原、大谷口新田、小金飛地
- 旧高木村 中和倉、八ケ崎、千駄堀、日暮（ひぐらし）、金ケ作、栗ケ沢、五香六実（ごこうむつみ）、松飛台、初富飛地（旧町名、現在は五香西3付近。）

## 市域の拡大
市域北部の小金地区は、もとの東葛飾郡小金町である。小金町には、1889年の町村制施行時には以下の11の大字があった。
小金、二ツ木、横須賀、大谷口、中金杉、幸田（こうで）、平賀、殿平賀、東平賀、久保平賀、上総内（かずさうち）、
1929年、大字小金の飛地を隣の土村に編入。これと交換する形で、土村の大字根木内が小金町に編入され、同町の大字は12となった。これら12大字は、1954年9月1日、いったんは東葛市（柏市の旧称）の大字となったが、同年10月15日、小金と根木内の各一部を除いて松戸市に編入され、同市の大字となった。小金地区の所属が東葛市から松戸市に移った経緯は以下のとおりである。
町村合併促進法（1953年施行）に基づく、いわゆる「昭和の大合併」の際、小金町については、北に位置する柏町との合併を図るのが千葉県の案であった。これに対し、地元住民の間では、小金町と関係の強い、松戸市との合併を望む声が大きかった。このため、小金町は、いったんは柏町ほか2村と合併したものの、後に旧小金地区のみが松戸市へ編入され、今日に至っている。地方自治体としての小金町が消滅したのは1954年9月1日で、この日、東葛飾郡柏町、小金町、田中村、土村の2町2村が廃止され、その区域をもって新たに東葛市（柏市の旧称）が成立した。その後、同年10月15日には、新設まもない東葛市と隣の松戸市との境界が変更され、合併前の旧小金町の区域は、一部を除き松戸市に編入された。なお、東葛市は同年11月15日、柏市と改称している。
1956年には沼南村の一部（高柳及び高柳新田）が松戸市に編入された。この時編入された区域は、もとの南相馬郡風早村の一部である。南相馬郡は、1897年に東葛飾郡に編入され、風早村は東葛飾郡の村となった。1955年、風早村と手賀村が合併して東葛飾郡沼南村が成立。1956年、沼南村の一部が前述のとおり、松戸市に編入された。なお、沼南村は1964年に町制施行して沼南町となり、2005年に柏市に編入されて消滅している。

## 現行行政地名
1943年の市制施行時に存在した45の大字、及び、1954年と1956年に松戸市に編入された旧小金町と旧沼南村の計14の大字は、2010年現在も大部分が存続しているが、その後の町名地番整理等に伴い、廃止ないし縮小されたものもある（後述）。
松戸市域では、第二次大戦後に多くの新町名が成立している。うち成立時期の早いものは胡録台（1949年成立）、稔台（1950年成立）、松飛台（まつひだい、1954年成立）などである。これらはいずれも旧陸軍関係の土地で、胡録台は陸軍工兵学校作業場跡、稔台は陸軍八柱演習場跡、松飛台は松戸飛行場跡である。
1960年代以降は、区画整理、土地改良事業、住宅団地造成等に伴い多くの新町名が成立している。なお、松戸市においては、日本の他の多くの都市とは異なり、「住居表示に関する法律」（1962年施行）に基づく住居表示の整備は実施されていない。前述のとおり、松戸市においても町名町界の変更はたびたび実施されているが、これらは住居表示法に基づくものではなく、地方自治法第260条の規定に基づく町名地番整備である。
松戸市では、鉄道駅周辺の市街地でも従来の地番によって住所を表示している地域が多く、新旧の地名が混在して、行政区画の境界線は複雑になっている。
以下に、松戸市内の現行行政地名（2010年4月現在）を旧町村ごとに列挙する。
- （字一丁目〜五丁目）等とあるものは、当該地区の「丁目」が「町」ではなく「小字」（こあざ）であることを示す。「丁目」が「町」であるか「小字」であるかの判断は、松下邦夫『改訂新版 松戸の歴史案内』（郷土史出版、1982）所載の字名一覧によった。
- 町名の後に付した西暦年号は、当該町名の成立年次を示す。年号表記のないものは、明治期以来の大字である。
- 町の成立年次については、1982年までのものは『角川日本地名大辞典 千葉県』により、それ以降のものについては「松戸市統計書」による。
- 「二十世紀が丘」を冠称する7か町は旧松戸町と旧八柱村の地域にまたがっているが、便宜上前者に含めた。

### 旧松戸町
- 松戸
- 小山
- 上矢切（かみやきり）
- 中矢切
- 下矢切
- 栗山
- 本町（1974年）
- 三矢小台（字一丁目〜五丁目）（1968年）
- 二十世紀が丘柿の木町（1981年、以下6町も同）
- 二十世紀が丘戸山町
- 二十世紀が丘中松町
- 二十世紀が丘梨元町
- 二十世紀が丘萩町
- 二十世紀が丘丸山町
- 二十世紀が丘美野里町

### 旧明村
- 上本郷
- 南花島（字一丁目〜四丁目、他）
- （南花島中町）
- （南花島向町）
- 松戸新田
- 岩瀬
- 小根本
- 竹ケ花
- （竹ケ花西町）
- 根本
- 樋野口
- 古ケ崎（字一丁目〜四丁目、他）
- 栄町（字一丁目〜八丁目、字西一丁目〜西五丁目）（1965年）
- （栄町西）
- 胡録台（1949年）
- 仲井町（字一丁目〜三丁目）（1962年）
- 吉井町（1965年）
- 北松戸（字一丁目〜三丁目）（1966年）
- 野菊野（1975年）
- 緑ケ丘（字一丁目〜二丁目）（1975年）
- 稔台一丁目〜八丁目（2006 - 2008年）
- 稔台（1950年）

南花島は、地図上では「南花島一丁目〜四丁目」「南花島中町」「南花島向町」に分かれているが、厳密には、「一丁目〜四丁目」「中町」「向町」は独立した町名ではなく、南花島の字名である。南花島二丁目23番地・24番地付近には、「一丁目〜四丁目」「中町」「向町」のいずれにも属さない区域がある。南花島中町及び南花島向町には個別の郵便番号は設定されていない。
竹ケ花は、地図上では「竹ケ花」「竹ケ花西町」に分かれているが、厳密には、「西町」は独立した町名ではなく、竹ケ花の字名である。
古ケ崎は、地図上では「古ケ崎一丁目〜四丁目」「古ケ崎」に分かれているが、厳密には、「一丁目〜四丁目」は独立した町名ではなく、古ケ崎の字名である。
栄町は、地図上では「栄町一丁目〜八丁目」「栄町西一丁目〜五丁目」に分かれているが、厳密には、「栄町西」は独立した町名ではなく、栄町の「字西一丁目〜西五丁目」である。
稔台（丁目なし）は、大部分が稔台一丁目〜八丁目に再編されている。丁目なしの稔台は、稔台五丁目の南側に残存している。

### 旧八柱村
- 紙敷一丁目〜三丁目（2001 - 2003年）
- 紙敷
- 東松戸一丁目〜四丁目（2012年）
- 和名ケ谷
- 大橋
- 秋山
- 高塚新田
- 河原塚
- 串崎新田
- 田中新田
- 松飛台（まつひだい）（1954年）
- 串崎南町（1976年）

### 旧馬橋村
- 馬橋
- 中根
- 新作
- 三ケ月（みこぜ）
- 幸谷
- 七右衛門新田
- 主水新田（もんとしんでん）
- 外河原
- 大谷口新田
- 旭町（字一丁目〜四丁目）（1970年）
- 中根長津町（1981年）
- 西馬橋一丁目〜五丁目（1990 - 1991年）
- 西馬橋相川町（1982年、以下3町も同じ）
- 西馬橋蔵元町
- 西馬橋幸町
- 西馬橋広手町

### 旧高木村
- 中和倉
- 八ケ崎一丁目〜八丁目（1992 - 2000年）
- 八ケ崎
- 千駄堀
- 日暮一丁目〜八丁目（1987 - 2006年）
- 日暮
- 金ケ作
- 栗ケ沢
- 五香六実
- 常盤平一丁目〜七丁目（1970年）
- 常盤平陣屋前（1970年、以下4町も同じ）
- 常盤平西窪町
- 常盤平双葉町
- 常盤平松葉町
- 常盤平柳町
- 小金原一丁目〜九丁目（1971年）
- 牧の原一丁目〜二丁目（1987年）
- 牧の原（1975年）
- 八ケ崎緑町（1979年）
- 五香一丁目〜八丁目（1995 - 2001年）
- 五香西一丁目〜六丁目（1996 - 2000年）
- 五香南一丁目〜三丁目（1995年）
- 六実一丁目〜七丁目（1994年）
- 六高台一丁目〜九丁目（1986年）

八ケ崎は、大部分が八ケ崎一丁目〜八丁目に再編されている。丁目なしの八ケ崎は、八ケ崎一丁目の南側に残存している。
日暮は、大部分が日暮一丁目〜八丁目に再編されている。丁目なしの日暮は、日暮一丁目の北側（字とふか山）と五香西四丁目の東側（字ぶたい）に残存している。
五香六実は、大部分が五香一丁目〜八丁目等に再編されているが、ごく一部が残存する。残存区域は、陸上自衛隊松戸駐屯地の一部（字元山）のほか、五香四丁目うちに1筆（字一文字）、五香五丁目うちに2筆（字一文字）、五香八丁目うちに1筆（字北丘）。

### 旧沼南村
- 高柳
- 高柳新田

### 旧小金町
- 小金
- 二ツ木
- （二ツ木二葉町）
- 横須賀一丁目〜二丁目（1994年）
- 大谷口
- 中金杉一丁目〜五丁目（1983年）
- 幸田（こうで）一丁目〜五丁目（1986年）
- 幸田
- 平賀
- 殿平賀
- 東平賀
- 久保平賀
- 根木内
- 上総内
- 小金清志町（字一丁目〜三丁目）（1961年）
- 大金平（字一丁目〜五丁目）（1967年）
- 小金上総町（1967年）
- 小金きよしケ丘（字一丁目〜五丁目）（1962年）
- 新松戸一丁目〜七丁目（1977 - 1979年）
- 新松戸南一丁目〜三丁目（1986年）
- 新松戸北一丁目〜二丁目（1994年）
- 新松戸東（1991年）

二ツ木は、地図上では「二ツ木」「二ツ木二葉町」に分かれているが、厳密には、「二葉町」は独立した町名ではなく、二ツ木の字名である。

### 廃止された大字
- 伝兵衛新田：現・栄町
- 中和倉飛地：現・北松戸、上本郷
- 九郎左衛門新田：現・旭町
- 三村新田：現・西馬橋
- 初富飛地：現・五香西。もとは初富（現・鎌ケ谷市）の飛地であった。
- 小金飛地：馬橋村内にあった小金の飛地で、現在は西馬橋五丁目。なお、新松戸西小学校付近（字金切）と新松戸七丁目西側（字出作）にも小金の飛地が存在するが、これらは旧馬橋村の「小金飛地」ではなく、旧小金町大字小金の一部である。

### 事実上廃止された大字
- 大谷口新田：1979年、新松戸三〜七丁目成立時に事実上廃止されたが、新松戸六丁目西側の坂川の河川敷にごく一部が残る。
- 上総内：小金清志町付近の常磐線線路敷に残るのみ。